# Atlas III
El Atlas III (conocido como el Atlas II-AR (R para Ruso) en temprano desarrollo) era un vehículo lanzador orbital estadounidense, utilizado en los entre 2000 y 2005. Fue el primer miembro de la familia de cohetes  Atlas desde el Convair X-11, comparado al Atlas anterior miembros familiares, el cual estuvo equipado con dos motores fuera de borda desechable, en la primera etapa (booster)(con un motor de centro solo que sirve como el sostenedor).

## Descripción
El Atlas III se constituía de dos etapas. La primera etapa era nueva; la etapa superior era el Centaur, que se sigue usando en el Atlas V EELV. Los primeros motores de etapa eran rusos RD-180, los cuales son también utilizados por el Atlas V. El Atlas III estuvo producido en dos versiones. La base fue el Atlas IIIA, pero el Atlas IIIB presentó una versión gemela del motor Centaur (la etapa superior), fue también producido.

## Lanzamientos
El primer vuelo del cohete Atlas III sucedió el 24 de mayo del 2000, lanzando el  satélite de comunicaciones Eutelsat W4 a una órbita geosíncronica. Todos los lanzamientos del Atlas III ocurrieron en el Complejo de Lanzamiento Espacial 36B en Estación de Fuerza del Espacial de Cabo Cañaveral.  El Atlas III hizo su sexto y último vuelo el 3 de febrero de 2005, con un clasificado payload para los Estados UnidosOficina nacional de reconocimiento.

## GX
El cohete GX , anteriormente debajo el desarrollo por Corporación Galaxia Expresa, era originalmente pretendido para utilizar la etapa de impulso del Atlas III, proporcionado por Lockheed-Martin, y una etapa superior nuevamente diseñada. Sería lanzado desde Centro Espacial Tanegashima, sur de Kyūshū, Japón. En diciembre de 2009 el gobierno japonés decidió cancelar el proyecto GX.